# Серн-Еббас
Серн-Еббас (англ. Cerne Abbas) — село в Англії, в графстві Дорсет і району Захід-Дорсет. Розміщене за 13 км на північ від міста Дорчестер та 182 км на північний захід від Лондона. У 2001 році в селі проживало 732 жителі.